# Conjunt carrer Buenos Aires (l'Hospitalet de Llobregat)
El Conjunt carrer Buenos Aires és una obra de l'Hospitalet de Llobregat (Barcelonès) inclosa a l'Inventari del Patrimoni Arquitectònic de Catalunya.

## Descripció
Carrer que va des de la carretera de Santa Eulàlia fins al carrer de l'Aprestadora. Va ser urbanitzat en poc temps, el que li ha permès conservar una certa uniformitat d'estil i de materials (maó vist i arrebossat, forjats, pedra artificial, etc.). Consta majoritàriament d'edificis baixos (indústries a la vorera dels números parells) o com a màxim de tres plantes d'alçada en el cas dels habitatges. Destaquen edificis singulars, com el magatzem del número 13, modernista i atribuït a Puig i Gairalt, i l'edifici del número 27, amb un frontó neoclàssic estucat de color crema al primer pis i estucat de pedra artificial als baixos. Al número 15 hi ha una carassa de pedra artificial en forma de cap de cavall que mostra la presència d'un traginer.